# ورزشگاه مرکزی غوبی‌آلتای
ورزشگاه مرکزی غوبی‌آلتای (انگلیسی: Govi-Altai Central Stadium) یک ورزشگاه در شهر آلتای استان غوبی‌آلتای کشور مغولستان است.